# 白土 (北达科他州)
白土（英語：White Earth），是美国北达科他州下属的一座城市。根据2010年美国人口普查，该市有人口80人。